# HackMIT
HackMIT se trata de un hackathon estudiantil celebrado anualmente en el Instituto Tecnológico de Massachusetts.

## Historia
En el primer HackMIT participaron alrededor de 150 personas y tuvo lugar en enero de 2013 en el Stata Center  como parte de la feria tecnológica "MIT Techfair" para estudiantes de la institución.

### HackMIT 2013
HackMIT también fue celebrado en septiembre de 2013, llegando en este caso a los 1000 asistentes. El acontecimiento presentó a Tom Lehman de Genius (anteriormente Rap Genius) como conferenciante y a la Capital de Secuoya como patrocinadora del título del evento.

### HackMIT 2014
En octubre, el HackMIT 2014 invitó a 1000 estudiantes así como a Adora Cheung, entonces CEO de Homejoy y a Alexis Ohanian, cofundador de Reddit, como conferenciantes. Destacaron como patrocinadores del HackMIT 2014: Amadeus, Google y Uber.

### HackMIT 2015
El tema del HackMIT 2015 era la experimentación y los equipos construyeron proyectos yendo desde una guitarra de aire para el Apple Watch a herramientas para el análisis computacional de imágenes de cámaras de seguridad. Entre los conferenciantes este año estaban Liz Fosslien, autor del cómic web "Out of the Office" y Jack Conte, músico y cofundador de Patreon.

### HackMIT 2016
El evento de 2016 se centró en la inclusividad y presentó un proceso de admisiones aleatorias combinado con una seleccionada característica de lectura. Entre los conferenciantes se incluyó a Sanjit Biswas, cofundador de Samsara y Meraki, Inc., y Dina Katabi, profesor y director del MIT en el Centro para Redes Inalámbricas e Informática Móvil.

### HackMIT 2017
HackMIT fue celebrado en septiembre de 2017, y más de 1200 hackers de todo el mundo asistieron. Entre los conferenciantes estaban Steve Huffman, cofundador y CEO de Reddit y Kyle Vogt, Fundador y CEO de Cruise Automation.

## Proyectos
A lo largo de los años el HackMIT ha pasado por una gran variedad de retos, yendo desde una nueva web y conceptos de aplicaciones móviles a sobresalientes interfaces hardware/software para procesos de aprendizaje automático y proyectos de computación por visión. En particular, HackMIT enfatiza en construir prototipos funcionales más que ideas o planes empresariales y los participantes son animados a ser arriesgados en sus soluciones técnicas para los retos que van a ser judgados.
Algunos proyectos notables de pasados HackMIT incluyen:
- Lean On Me, una plataforma de salud mental que enlaza usuarios con personas que proporcionan ayuda psicológica.[8][9]
- Controlio, una aplicación que permite a los usuarios controlar su ordenador vía SMS y control poir voz.[10]
- Proyecto Naptha, una extensión del navegador para Google Chrome que permite a los usuarios destacar, copiar, editar y traducir texto procedente de dentro de imágenes.[11]

## Blueprint
El equipo organizador del HackMIT también aloja una gran competición de escuela, llamada "Blueprint", en el campus del MIT en invierno. En los últimos años, este evento ha presentado días separados de aprendizaje y días de hacking con estudiantes y voluntarios del MIT para dar clases introductorias sobre desarrollo web y aplicaciones móviles.

## Código abierto
El HackMIT ha desarrollado software de código abierto para la comunidad del hackatón, liberando todas sus herramientas internas y externas en code.hackmit.org. Algún software del HackMIT como HELPq y Gavel han sido utilizados en docenas de acontecimientos.

## Rompecabezas
Desde 2014, el HackMIT ha liberado un rompecabezas, a modo de prueba de admisión, de forma anual, similar a puzzlehunt que garantiza la admisión a los primeros 50 equipos.